# Otologie
L'otologie est une branche de la médecine spécialisée dans le diagnostic et le traitement des troubles de l'oreille humaine.
Elle est souvent regroupée avec les spécialisations relatives au nez et à la gorge dans la branche de la médecine appelée oto-rhino-laryngologie.

## Voir aussi

Schéma de l'oreille humaine.

#### Ouvrages anciens
- Claude Chauveau, Contribution à l'étude de l'otologie française au cours de ces cinquante dernières années, Baillière, Paris, 1913

#### Ouvrages contemporains
- Françoise Denoyelle, Hubert Ducou Le Pointe, Olivier Deguine (et al.), Exploration radiologique en otologie, Amplifon, Paris, 2008, 99 p.  (ISBN 978-2-917390-02-3)